# El Cerrejón
El Cerrejón ist ein Steinkohlebergwerk im nördlichsten Teil Kolumbiens. Es erstreckt sich über insgesamt 69.000 ha und ist damit der größte Steinkohletagebau Lateinamerikas sowie einer der größten der Welt.

## Lage und wirtschaftliche Bedeutung
| El Cerrejón |

| Lokalisierung von La Guajira in Kolumbien |

Der Tagebau liegt auf der Halbinsel Guajira im Nordosten von Kolumbien. Die Jahresförderung betrug 2016 32,7 Millionen Tonnen Kohle, was 42 % der kolumbianischen Gesamtförderung ausmacht. 90 % der Kohle wird über langfristige Verträge vor allem nach Nordamerika und Europa sowie in zunehmendem Maße nach China exportiert.
Durch den 2,5 Milliarden US-Dollar umfassenden Kohleexport werden etwa 0,4 % des Bruttoinlandsprodukts Kolumbiens erwirtschaftet. Im Tagebau waren im Jahr 2008 5.116 Personen beschäftigt; mit Zulieferern und Subunternehmen bietet sie über 9.200 Menschen Arbeit.

## Geschichte
Im Dezember 1976 gründeten das kolumbianische Staatsunternehmen Carbones de Colombia SA, Carbocol und die ExxonMobil-Tochterfirma Intercor das Joint Venture El Cerrejón Norte. Ab 1977 wurde die Bauwürdigkeit der Lagerstätte erkundet, 1980 begann der Aufschluss des Tagebaus und 1986 wurde die erste Kohle gefördert. 1999 verlängerte der kolumbianische Staat die Abbaulizenz bis 2034.
Im Zentralteil des Bergwerks wurde ab 1981 von verschiedenen Unternehmen Kohle abgebaut. 1995 erwarb Glencore die Abbaurechte und gründete das Unternehmen Carbones del Cerrejón, S.A. 1997 wurden Unternehmensanteile an Anglo American verkauft, im Jahr 2000 weitere Anteile an BHP Billiton. In einer zweiten Grube in diesem Gebiet wurde von einem Joint Venture zwischen dem kolumbianischen Staat und Carbones del Caribe Kohle gefördert. 1995 verkaufte dieses seine Abbaurechte an Oreganal, S.A., welches sie 1999 an Carbones del Cerrejón verkaufte.
Im Jahr 2000 kauften Anglo American, BHP Billiton und Glencore die Anteile an El Cerrejón Norte von Carbocol, 2002 auch die Anteile von Intercor im Wert von US$ 366 Millionen. Die Firmen Carbones del Cerrejón, S.A. und Cerrejón Norte wurden zur Cerrejón Coal Company verschmolzen.
Die Abbaurechte für das dritte Abbaufeld (Patilla) wurden 2001 vergeben.
Das vierte Abbaugebiet im Süden des Tagebaus wurde 1997 an ein Konsortium aus Tochterfirmen von BHP Billiton, Anglo American und Xstrata vergeben und wird derzeit erkundet.
Seit 2022 ist Cerrejón zu 100 % im Besitz von Glencore.

## Geologie

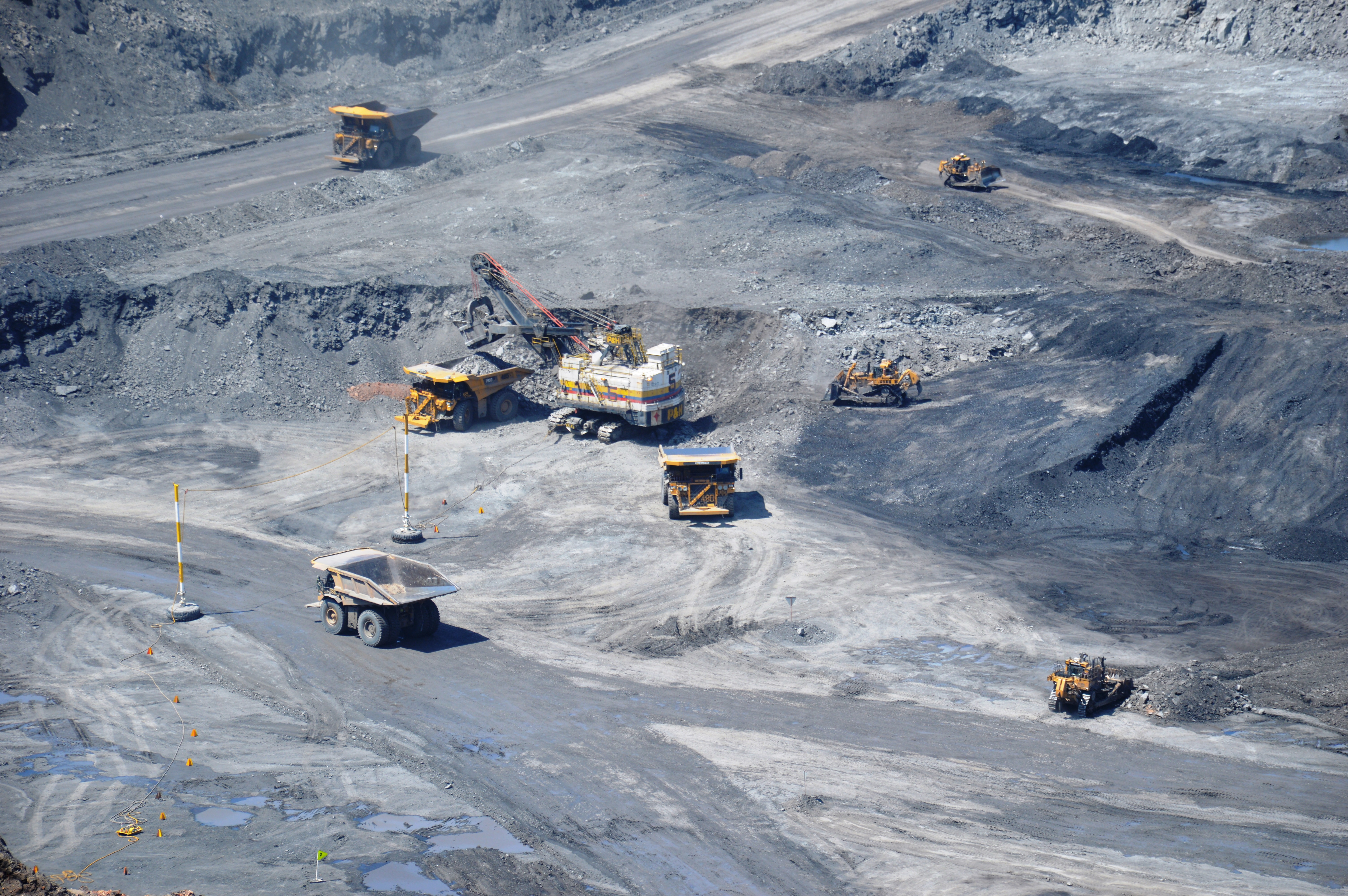
Kohleabbau in El Cerrejón

### Regionalgeologischer Rahmen
Die Cerrejón-Kohlelagerstätte befindet sich in den unter dem Einfluss der karibischen Großtektonik „fragmentierten“ nördlichsten Ausläufern der Anden, am Nordrand des Maracaibo-Blocks, im schmaleren nördlichen Teil des Cesar-Ranchería-Beckens, dem Ranchería-Teilbecken. Dieses Teilbecken befindet sich auf dem topographisch tiefer liegenden, abgesenkten südöstlichen Teil einer Monoklinalen. Den topographisch höheren, angehobenen nordwestlichen Teil dieser Struktur bildet das Santa-Marta-Massiv (Sierra Nevada de Santa Marta). Das Ranchería-Teilbecken ist gefüllt mit randmarinen und terrestrischen Sedimenten eines „siliziklastischen Keils“, der im frühen Paläogen nach Osten in Richtung des Maracaibo-Beckens progradierte. Während aufgrund seiner Hebung im Santa-Marta-Massiv präkambrische bis jurassische Kristallingesteine zutage treten, ist die siliziklastische Abfolge des Ranchería-Teilbeckens von mesozoischen Sedimenten einer ausgedehnteren kontinentalen Plattform unterlagert. An ihrem Südostrand, an der Cerrejón-Überschiebung, wird die Beckenfüllung von diesen Plattform-Sedimenten in Form der Serranía del Perijá überfahren.

### Stratigraphie und Sedimentologie
Die Cerrejón-Kohlelagerstätte befindet sich in der Cerrejón-Formation im unteren Teil der siliziklastischen Abfolge. Sie ist ca. 1000 m mächtig und wird mithilfe von Pollen ins späte Paläozän datiert. Die 40 wirtschaftlich abbaubaren Kohleflöze der Cerrejón-Formation sind mit tonigen arkotischen Sandsteinen sowie mit Siltsteinen und Schwarztonsteinen wechselgelagert. Der Ablagerungsraum wird als tropische Flussniederung und Delta-Ebene interpretiert. Liefergebiet der mineralischen Anteile der Sedimente ist das Santa-Marta-Massiv.

### Kohlequalität und Reserven
Der überwiegende Teil der geförderten Kohle wird als High-Volatile B Bituminous Coal eingestuft (entspricht der Gasflammkohle und volatilreichen Flammkohle der DIN-Klassifikation) und eignet sich mithin gut für die Energieerzeugung (Eigenschaften: Feuchtigkeit: 11,0 %; Asche: 7,5 %; Schwefel: 0,7 %; Brennwert: 27.2 MJ/kg).
Etwa 950 Millionen Tonnen Gesamtfördermenge werden bis 100 m Teufe, 2.000 Millionen Tonnen bis 200 Meter und 3.000 Millionen Tonnen bis 300 Meter Teufe geschätzt.

### Fossilien
2009 wurde anhand von fossilen Wirbelknochen, die in den Schichten der Cerrejón-Formation im Tagebau entdeckt wurden, die Riesenschlangen-Gattung Titanoboa beschrieben, eine der größten Schlangen, die je gelebt haben.

## Produktion und Infrastruktur
Die Kohle wird in sieben Tagebauen gefördert. Der Abraum wird gesprengt und mit Baggern abgetragen. Über 95 % der Arbeiter und Angestellten in El Cerrejón sind Männer und über 80 % der Mitarbeiter sind gewerkschaftlich organisiert.
Der Tagebau ist durch eine firmeneigene, 150 km lange normalspurige Kohlenbahn mit dem Karibikhafen Puerto Bolívar verbunden. Zwei bis zu 130 Wagen lange Güterzüge transportieren in vier Fahrten pro Tag 48.000 Tonnen. Der Hafen kann bis zu 6.000 Tonnen pro Stunde verarbeiten und mit einem einzigen Ladesteg Schiffe beladen. Zudem befindet sich ein firmeneigener Flugplatz auf dem Tagebaugelände und ein weiterer in Puerto Bolívar.

## Kritik
Wegen der mit dem Tagebau verbundenen Umsiedlungen kommt es immer wieder zu Protesten der einheimischen Bevölkerung. Zudem beklagt die Bergarbeitergewerkschaft Sintracarbón wiederholt Verletzungen der Arbeitnehmerrechte sowie Morddrohungen gegen ihre Mitglieder und Gemeindevertreter. Den Auswirkungen des Kohleabbaus in El Cerrejón und insbesondere der Umsiedlungsproblematik widmet sich auch der Dokumentarfilm La buena vida – Das gute Leben von Jens Schanze.
Kolumbien ist Deutschlands größter Kohlelieferant; deutschen Kohleimporteuren (u. a. RWE, E.ON und STEAG) wird  daher von Umwelt- und Menschenrechtsorganisationen vorgeworfen, ungenügende Umwelt- und Menschenrechtstandards zu tolerieren.